# Michel de L’Hospital

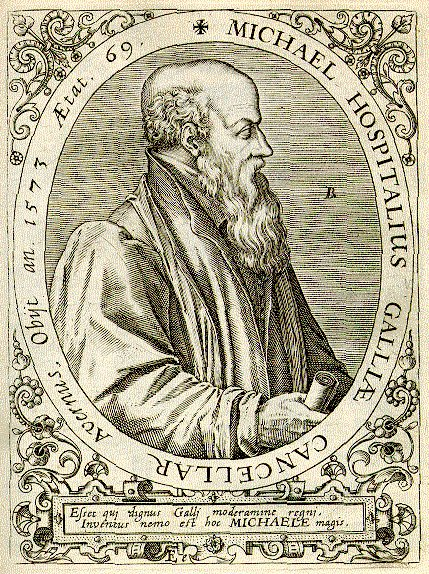
Michel de l’Hospital

Michel de L’Hospital (auch L’Hôpital, latinisiert Michael Hospitalius; * um 1505 in Aigueperse in der Auvergne; † 13. März 1573 auf Château Bélesbat bei Étampes) war ein französischer Staatsmann, Jurist und humanistischer Schriftsteller.

## Leben

### Ausbildung und Aufstieg
Michel de L’Hospital war der Sohn eines verbannten Arztes und studierte in Toulouse Rechtswissenschaft. Er musste jedoch – aus finanziellen oder politischen Gründen – seine Studien im Ausland (Padua, später Bologna) fortsetzen. Er diente Kaiser Karl V. und dem päpstlichen Hof, ehe er 1534 nach Frankreich zurückkehrte, wo er Rechtsanwalt wurde. Drei Jahre später wurde er Rat am Parlement von Paris und erwarb das Vertrauen mehrerer Mitglieder der königlichen Familie.
1547 sandte König Heinrich II. ihn in diplomatischer Mission zum Konzil von Trient in Bologna. Nachdem er Kanzler von Margarete, Schwester des Königs und (damals) Herzogin von Berry, gewesen war, wurde er 1553 auf die Empfehlung des Kardinals Charles von Lothringen verantwortlich für die an den König gerichteten Petitionen. Zwei Jahre später wurde er zum ersten Präsidenten des Schatzamtes ernannt.

### Kanzler
Während der kurzen Herrschaft des kränklichen Königs Franz II. gewannen die beiden Onkel der Königin Maria Stuart, die Guisen François und der erwähnte Kardinal Charles, stark an Einfluss. Um diesem entgegenzutreten, sorgte die Königinmutter Katharina von Medici dafür, dass der neutrale l’Hospital 1560 zum Chancelier de France ernannt wurde.
Er veranlasste, dass das Parlement von Paris das hugenottenfreundliche Edikt von Romorantin in Kraft setzte; auch wurden sämtliche Ketzerprozesse – bis zu einer vorgesehenen Kirchenreform – unterbrochen. An dieser Politik änderte auch der Versuch hugenottischer Verschwörer, den König zu entführen (die Verschwörung von Amboise), nichts. Auch während der Regentschaft der Königinmutter für König Karl IX. blieb er Kanzler (bis 1562).
Kennzeichnend für seine gesamte Politik waren Toleranz gegenüber Andersdenkenden und Mäßigung; sie versuchte er in unzähligen Ansprachen und in Schriften zu verbreiten. Besonders der Traité de la réformation de la justice und das Mémoire sur la nécessité de mettre un terme à la guerre civile sind hier zu nennen. L’Hospital verfolgte zwischen den beiden kämpfenden Parteien (den altgläubigen Katholiken und den calvinistischen Hugenotten) einen ausgleichenden Kurs.
Der Versammlung der Generalstände (Dezember 1560) folgte bald das Edikt von Orléans, und nach dem – erfolglosen – Religionsgespräch von Poissy im Januar 1562 kam das Edikt von Saint-Germain. Es war dies das liberalste Edikt, das die Hugenotten je erreicht hatten. Es wurde allerdings nicht in die Tat umgesetzt, sondern durch Ausführungsbestimmungen weitgehend verwässert. Mit dem Massaker von Vassy (1562) an Hugenotten torpedierte dann Herzog François von Guise die Politik des Kanzlers; das Blutbad löste den Ersten Hugenottenkrieg aus.

### Rücktritt
L’Hospital, dessen Entlassung der päpstliche Legat Hippolyt schon seit einiger Zeit verlangt hatte, resignierte schließlich von seinem Amt und zog sich auf sein Gut Bélesbat bei Vignay (nahe Étampes) zurück. Seine Philosophie der Toleranz und die Politik des Ausgleichs waren der Grund, weshalb man ihm nachsagte, er sei Mitbegründer der Politiques gewesen, einer Gruppe gemäßigter Katholiken in Frankreich, die während der nachfolgenden Religionskriege für friedliche Lösungen eintraten.
Nach dem Friedensschluss von Amboise (1563) kehrte l’Hospital wieder an den königlichen Hof zurück. Auf seinen Rat hin wurde der 13-jährige Karl IX. im August 1563 vom Parlement von Rouen für volljährig erklärt. Auf seinen Einfluss ist es auch zurückzuführen, dass im folgenden Jahr der königliche Rat sich weigerte, die Beschlüsse des Tridentinischen Konzils zu veröffentlichen. Er begleitete den jungen König und seine Mutter bei deren Rundreise durch die französischen Provinzen von April 1564 bis Januar 1566. In diesem Jahr trugen auch endlich seine Bemühungen Früchte, in Frankreich eine Justiz- und Verwaltungsreform durchzusetzen: die Ordonnance de Moulins.

### Entlassung
Da l’Hospital das Staatsinteresse über das der religiösen Parteien stellte, wurde er von katholischer Seite heftig angegriffen. Die Königinmutter versuchte, die religiösen Spannungen für ihre Machtpolitik auszunützen und die Parteien gegeneinander auszuspielen, doch geriet die Situation zunehmend außer Kontrolle. So brach im September 1567 der Zweite Hugenottenkrieg aus, und l’Hospital verlangte im Februar 1568 seine Entlassung; seine Titel und die Vergütung blieben ihm.
Es ist nicht sicher, ob er jemals Protestant geworden ist (seine Ehefrau war Calvinistin). Er wurde zwar von Manchen für einen Hugenotten gehalten, ging jedoch regelmäßig zur Messe (nach katholischem Ritus). L’Hospital kann als liberaler Skeptiker bezeichnet werden, dem – ähnlich wie Michel de Montaigne, der gleichfalls als Moderator wirkte – die Unterschiede der Konfessionen weniger wichtig erschienen. Die Verfolgungen nach der Bartholomäusnacht überstand er unbeschadet. Er hatte sich wieder auf sein Gut Bélesbat zurückgezogen, wo er sich der Schriftstellerei widmete und bis zu seinem Tod im Jahr 1573 lebte.

## Politiques
Die Politiques bildeten die Mittelpartei, die während der französischen Religionskriege um Ausgleich bemüht war. Schon in den frühen 60er Jahren des 16. Jahrhunderts wurde dieser Ausdruck im Hinblick auf die Politik Katharinas de Medici und ihres Kanzlers Michel de l’Hospital verwendet. Die Partei der Politiques stand für starke monarchische Macht, akzeptierte aber die Idee der Toleranz gegenüber den Hugenotten. Sie bestand darauf, dass es nicht Aufgabe der Regierung sei, die Ketzerei zu unterdrücken, sondern Frieden und Ordnung zu bewahren. In einer späteren Phase machten viele Vertreter der Politiques gemeinsame Sache mit den Hugenotten gegen die Heilige Liga.

## Werke (Auswahl)
- Traité de la réformation de la justice
- Mémoire sur la nécessité de mettre un terme à la guerre civile
- Le but de la guerre et de la paix, ou discours pour exhorter Charles IX à donner la paix à ses sujets (1570)

## Ausgaben und Übersetzungen
- Perrine Galand, Loris Petris (Hrsg.): Michel de L’Hospital: Carmina. Droz, Genève 2014 ff. (kritische Ausgabe der lateinischen Gedichte mit französischer Übersetzung)
  - Livre I, 2014, ISBN 978-2-600-01785-5
  - Livre II, 2017, ISBN 978-2-600-05830-8